# Pemex
Petróleos Mexicanos,, dịch là Dầu khí Mexico, nhưng được đăng ký nhãn hiệu và được biết đến với cái tên Pemex (phát âm tiếng Tây Ban Nha: [ˈpemeks]), là công ty dầu khí quốc doanh Mexico, được thành lập vào năm 1938 bằng cách quốc hữu hóa hoặc tước quyền sở hữu các công ty dầu khí tại thời điểm đó. Pemex có tổng tài sản trị giá 415,75 tỷ USD và là công ty niêm yết không công khai lớn thứ hai thế giới tính theo tổng giá trị thị trường (vào tháng 12 năm 2005), và doanh nghiệp lớn thứ hai của Mỹ Latinh theo doanh thu hàng năm tính đến năm 2009, chỉ vượt qua Petrobras (Công ty Dầu khí Quốc gia Brazil). Phần lớn cổ phần của nó không được niêm yết công khai và nằm dưới sự kiểm soát của chính phủ Mexico, với giá trị cổ phiếu niêm yết công khai của nó với tổng trị giá 202 tỷ đô la trong năm 2010, chiếm khoảng một phần tư tổng giá trị ròng của công ty.